# Afrânio da Costa
Afrânio da Costa   (Rio de Janeiro, 14 de març de 1892 - Rio de Janeiro, 26 de juny de 1979) va ser un tirador brasiler que va competir a començaments del segle xx.
El 1920 va prendre part en els Jocs Olímpics d'Anvers, on disputà dues proves del programa de tir. Guanyà la medalla de plata en la prova de pistola lliure, 50 metres i la de bronze en la de pistola lliure, 50 metres per equips.
Llicenciat en dret, va ser president del Tribunal Federal Suprem del Brasil. Va estar vinculat al futbol, sent el cap de la delegació brasilera en la primera edició del Mundial de futbol, el 1930. El 1923 va ser un dels fundadors de la Federació Brasilera de Tir.